# Белые, белые аисты
«Белые, белые аисты» (узб. Лайлак келди, ёз бўлди) — советский художественный фильм режиссёра Али Хамраева. Фильм создан на киностудии «Узбекфильм» в 1966 году.
Премьера фильма состоялась 30 января 1967 года.

## Сюжет
Действие фильма происходит в маленьком узбекском кишлаке. По воле родителей юная Малика выходит замуж за нелюбимого человека. А Каюм отказывается от невесты, которую ему выбрали родители, и покидает родные места. В кишлаке, где он  теперь живёт, герой влюбляется в Малику. Встретив свою любовь, Малика восстает против семейных традиций... Односельчане единодушно осуждают отношения Каюма и Малики, считая их вызовом древним обычаям.

## В ролях
- Сайрам Исаева — Малика
- Болот Бейшеналиев — Каюм
- Хикмат Латыпов — Шукур-ата
- Мохаммед Рафиков — Акрам
- Раззак Хамраев — старший брат Малики
- Рахим Пирмухамедов — завсегдатай чайханы
- Саиб Ходжаев — Ташмат
- Сайд Алиева
- Вахаб Абдуллаев — Юсуп
- Лютфи Сарымсакова — Мехринисо
- М. Таджи-заде
- Джавлон Хамраев — младший брат Малики
- З. Салиева
- Х. Нугманова
- Рустам Сагдуллаев — Карим
- Руслан Микаберидзе — эпизод
- Хамидулла Таджиев — эпизод
- С. Икрамов — эпизод
- Людмила Волобуева  — эпизод
- Шукуржон Сафаева — эпизод
- Улугбек Абдуллаев — эпизод
- Сагат Талипов — эпизод (нет в титрах)
- Туган Режаметов — эпизод (нет в титрах)
- Исамат Эргашев — эпизод (нет в титрах)
- Анвара Алимова — эпизод (нет в титрах)
- Сайфи Алимов — эпизод (нет в титрах)
- Раджаб Адашев — эпизод (нет в титрах)
- Лола Бадалова — эпизод (нет в титрах)
- Иногам Адылов — эпизод (нет в титрах)
- Максуд Атабаев — эпизод (нет в титрах)
- Мелис Абзалов — Холмат
- Рано Хамраева  — эпизод (нет в титрах)
- Шарафат Шакирова  — эпизод (нет в титрах)
- Уктам Лукманова — эпизод (нет в титрах)
- Мукамбар Рахимова — Нигора (нет в титрах)

## Критика
Если б кто-нибудь попытался обмануть нас, говоря, что «Белые, белые аисты» старая картина, мы бы все равно с первых же кадров безошибочно угадали, когда сделан фильм.
Да, это кинематограф сегодняшнего дня — и по ритму, и по операторской работе, и по музыке Р. Вильданова, которая не стремится назойливо комментировать происходящее, а, наоборот, словно на минуту выключает нас из цепи непосредственных событий, уводит куда-то дальше и выше, обогащая наше восприятие.
Однако, создавая свой фильм, авторы вовсе не любуются тем, как хорошо они умеют это делать. Эти проезды камеры сквозь толпу, не «организованную», как в какой-нибудь плохой массовке, а живущую по своим законам, этот своеобразный ритм, эта способность режиссёра вдруг на какие-то мгновения чуть отстраниться от предмета разговора — одним словом, все эти средства выражения современного кинематографа нужны авторам для того, чтобы по-иному — более пристально и остро — увидеть окружающий мир. И поэтому с любопытством и волнением всматриваемся мы в жизнь, казалось бы, хорошо знакомую нам, но чуть преображенную взглядом операторской камеры Д. Фатхуллина. Как уютен и светел этот кишлак с его плоскими крышами и дымками, поднимающимися к небу, как удивительно красиво это неторопливое чередование времён года, солнечных восходов и закатов, и какой разумной должна быть жизнь в гармоничном, так любимом авторами фильма мире! Но зловещие «фигуры в белом» встают на пути Малики и Каюма всякий раз, когда они делают шаг друг к другу. Женщины уже не носят паранджу, но старые предрассудки ещё встречаются. Именно против них и восстают создатели фильма.
Образы стариков — Шукура и Мехринисо — в достаточной мере сложны, своеобразны, мы хорошо представляем весь путь, который прошли эти люди. Характеры же главных действующих лиц — Каюма, Малики, Акрама — лишь едва намечены. Как только Малика и Каюм остаются наедине, им нечего сказать друг другу.
Фильм «Белые, белые аисты» - это фильм скорее о ненависти к ханжеству, чем о любви, чем о красоте человеческих отношений. Эта ненависть понятна нам, и поэтому мы готовы поверить и в любовь, но поверить на слово, ибо сценарий не дал возможности актёрам С. Исаевой, Б. Бейшеналиеву полнее и больше рассказать о своих героях.

Тем не менее при всех недостатках фильм «Белые, белые аисты» — удивительно естественный и жизненный; материал, положенный в его основу, находится в полной гармонии с изобразительным решением.— Т.Хлоплянкина. «Советский экран» № 19, 1966